# Чо Докбае
 
Чо Деокбае (Шаблон:Jez-ko, 趙德培, 21. август 1959.) је јужнокорејски пјевач.
Снимио је свој први албум 1978. године, али са њим није имао знатног успјеха, тек 1984. је званично дебитовао са албумом Моја стара прича. Осамдесетих година прошлог вијека, песме Снови и Када уђеш у моје срце постали су велики хитови и стекле популарност широм Јужне Кореје. У истом периоду, Деокбае је неколико пута био хапшен због употребе наркотика.

## Остали ангажмани
- Гимпо Гјонгидо, амбасадор за односе с јавношћу, 2009. године.[3]
- Гјонгнам Центар за социјалну заштиту, амбассадор за односе с јавношћу, 2018. године.[тражи се извор]